# Zentralberufsschule

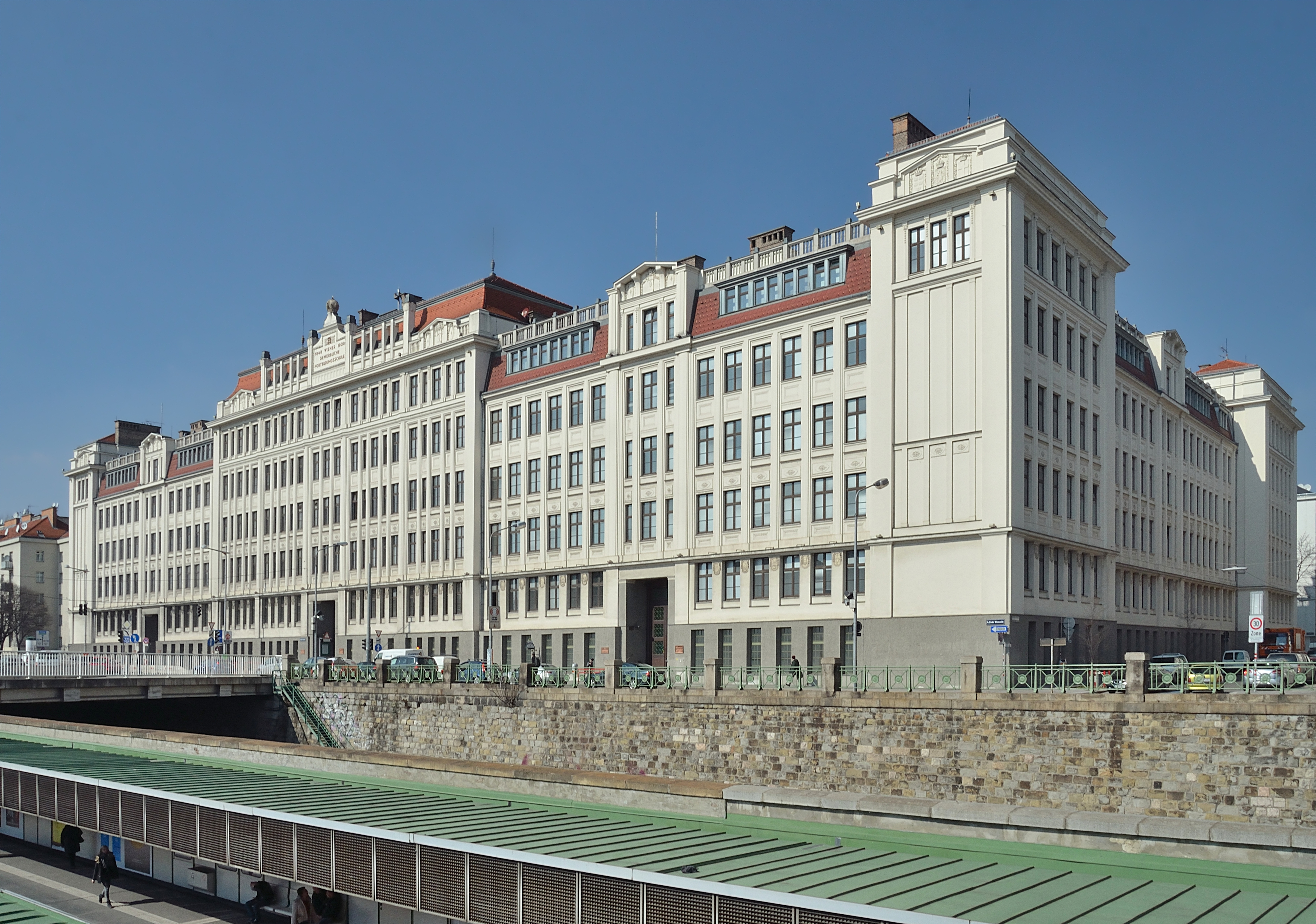
Linke Wienzeile Ecke Hornbostelgasse, im Vordergrund die U-Bahn-Station Margaretengürtel

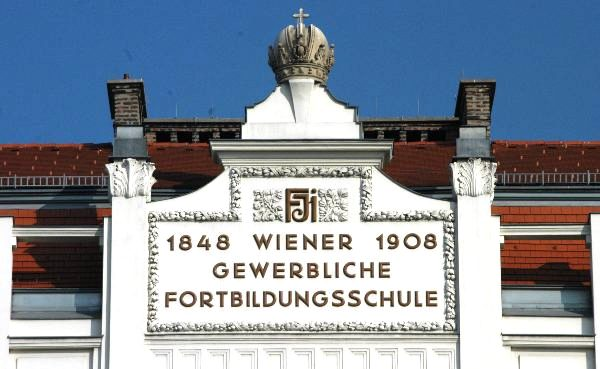
FJI 1848 Wiener Gewerbliche Fortbildungsschule 1908

Die Zentralberufsschule steht auf Linke Wienzeile 180, Pliwagasse, Mollardgasse 87 und Hornbostelgasse im 6. Wiener Gemeindebezirk Mariahilf. Die Schule steht unter Denkmalschutz (Listeneintrag).

## Geschichte
Auf den ehemaligen Schlachthofgründen am Wienfluss wurde nach dem danebenstehenden Jubiläumswerkstättenhof (1908/1909) von 1909 bis 1911 nach den Plänen der Architekten Rudolf Hammel und für die Fassade Ernst Pliwa mit den Architekten Karl Krepp, Friedrich Mahler und Albrecht Michler der Schulbau ausgeführt.

## Architektur
Der große langgestreckte Baukomplex mit drei Innenhöfen steht in einer städtebaulich prominenten Lage an der Gelenkstelle Wiental und Gürtel und ist als Blickpunkt für den westlichen Abschnitt des Margaretengürtels von Bedeutung. Die langgestreckte symmetrisch organisierte Hauptfront zeigt eine Ständergliederung und durch Dachaufbauten erhöhte Risaliten.

## Schulen
Aktuell befinden sich vier unabhängige Berufsschulen sowie Mitarbeiter der Magistratsabteilung 56 (Schulverwaltung) im Gebäude:
- Berufsschule für Elektrotechnik und Mechatronik (ETM)
- Berufsschule für Elektro-, Veranstaltungs- und Informationstechnik Austria (EVITA)
- Berufsschule für Metall- und Glastechnik (MGT)
- Berufsschule für Sanitär-, Heizungs- und Klimatechnik (SHT)

Darüber hinaus gibt es eine Bibliothek des Kultur- und Sportvereins der Wiener Berufsschulen, ein von Sozialarbeitern betreutes Kommunikationszentrum, einen Pauseninnenhof, ein Sanitärmuseum und das Schulbuffet.